# ハナキンBONUS TRACK
『ハナキンBONUS TRACK』（ - ボーナストラック）とは、エフエム秋田で2011年4月1日から2011年12月30日まで放送されていたラジオ番組。略称は「ハナキンBT（ビーティー）」。

## 概要
ハナキン桜庭編集部の姉妹番組として放送された音楽+フリートーク番組。パーソナリティはハナキン桜庭編集部と同様に椎名恵と真坂はづきが隔週で担当。
ハナキン桜庭編集部と同様のメールアドレス、ツイッターアカウントでメッセージを募集。リアルタイム感を重視し、主にツイートをメインに取り上げていた。
放送時間は番組開始から2011年6月24日までは金曜19:00 - 19:55、2011年7月1日から番組終了までは金曜19:16 - 19:55（金曜19時台前半に「ブラウブリッツ on the wave」が開始したのに伴う放送時間短縮）。

## コーナー

### 椎名恵担当日のコーナー
- おまんらとは観ている視点が違うぜよ
ごく普通の一般的な映画好き女子としての椎名が独自の視点で映画を語るコーナー。
  - 第1回（2011年4月1日）　トイレット
  - 第3回（2011年4月15日）　英国王のスピーチ
  - 第5回（2011年4月29日）　GANTZ
  - 第7回（2011年5月13日）　SP THE MOTION PICTURE
  - 第9回（2011年5月27日）　ブラック・スワン
  - 第11回（2011年6月10日）　パイレーツ・オブ・カリビアン/生命の泉
  - 第13回（2011年6月24日）　デュー・デート 〜出産まであと5日!史上最悪のアメリカ横断〜
  - 第15回（2011年7月8日）　SUPER8/スーパーエイト
  - 第17回（2011年7月22日）　コクリコ坂から
  - 第19回（2011年8月5日）　フローズン
  - 第21回（2011年8月19日）　トランスフォーマー/ダークサイド・ムーン
  - 第23回（2011年9月2日）　ウソから始まる恋と仕事の成功術
  - 第25回（2011年9月16日）　探偵はBARにいる
  - 第27回（2011年9月30日）　モテキ
  - 第29回（2011年10月14日）　猿の惑星: 創世記
  - 第31回（2011年10月28日）　婚前特急
  - 第33回（2011年11月11日）　アジョシ
  - 第34回（2011年11月18日）　カイジ2 〜人生奪回ゲーム〜
  - 第36回（2011年12月2日）　コンテイジョン
  - 第38回（2011年12月16日）　レア・エクスポーツ 〜囚われのサンタクロース〜
  - 第40回（2011年12月30日）　ミッション:インポッシブル/ゴースト・プロトコル

- スーパーカウンセラーMEGUMI
なかなか相談をされないという悩みを持っている椎名が、リスナーのお悩みに応えるコーナー。
  - 第1回（2011年4月1日）　娘に好かれる父親になるには？
  - 第3回（2011年4月15日）　女性から見たかっこいい大人像とは？
  - 第5回（2011年4月29日）　ブラウブリッツ秋田、深澤裕輝(ふかざわ ゆうき)選手の「お尻が大きい」、江崎一仁(えさき かずひろ)選手の「口内炎が治らない」
  - 第7回（2011年5月13日）　男性のファッションセンスの重要度
  - 第9回（2011年5月27日）　女性から相談をされた時の正しい対応
  - 第11回（2011年6月10日）　男のチラ見をナゼ気付くのか？
  - 第13回（2011年6月24日）　椎名恵さんの結婚観
  - 第15回（2011年7月8日）　女性が好きな男性のギャップとはなんですか？
  - 第17回（2011年7月22日）　ゲストの伊藤サチコさんのお悩み
  - 第19回（2011年8月5日）　男性の家に行った際に気になるポイントは？
  - 第21回（2011年8月19日）　ファッションセンスを向上する方法
  - 第23回（2011年9月2日）　イラっとした時の対処法は？
  - 第25回（2011年9月16日）　朝食って何を食べているんですか？
  - 第27回（2011年9月30日）　モテキってありました？
  - 第29回（2011年10月14日）　どんな中学生でしたか？
  - 第31回（2011年10月28日）　「可愛い甘いもの好き男子」の許容範囲を教えてください（リスナーより）
  - 第33回（2011年11月11日）　有名人の方と同姓同名って困りませんか？（リスナーより）
  - 第34回（2011年11月18日）　部屋ってどんな感じですか？
  - 第36回（2011年12月2日）　子供の頃はどんなおもちゃで遊んでいましたか？
  - 第38回（2011年12月16日）　初めて買ったCDはなんですか？
  - 第40回（2011年12月30日）　最終回Verで椎名恵、真坂はづきより構成担当に質問「恋愛のドキドキを継続させるには？」

- ジョジョの奇妙な朗読
漫画の名シーンを臨場感たっぷりに読み上げるコーナー。
擬音が多くかつジョジョ独特の擬音のため「ストーリーが伝わりにくい」という指摘あり。

### 真坂はづき担当日のコーナー
- マスター今夜は飲みたい気分なの
放送当時20歳になったばかりの真坂が気になるカクテルの歴史やレシピを紹介。
  - 第2回（2011年4月8日）　マティーニ
  - 第4回（2011年4月22日）　ギムレット
  - 第6回（2011年5月6日）　X-Y-Z
  - 第8回（2011年5月20日）　カルーア・ミルク
  - 第10回（2011年6月3日）　チャイナ・ブルー
  - 第12回（2011年6月17日）　アレクサンダー
  - 第14回（2011年7月1日）　ハイボール
  - 第16回（2011年7月15日）　ブルームーン
  - 第18回（2011年7月29日）　ニコラシカ
  - 第20回（2011年8月12日）　ホワイトレディ
  - 第22回（2011年8月26日）　ズーム
  - 第24回（2011年9月9日）　色々なリキュール
  - 第26回（2011年9月26日）　ホット・バタード・ラム
  - 第28回（2011年10月7日）　オールド・ファッションド
  - 第30回（2011年10月21日）　フルーツ・マティーニ
  - 第32回（2011年11月4日）　スクリュー・ドライバー
  - 第35回（2011年11月25日）　アメリカン・レモネード
  - 第37回（2011年12月9日）　エンジェル・キス
  - 第39回（2011年12月23日）　エッグノッグ

- スーパーカウンセラーHAZUKI
リスナーの相談を解決するコーナー。
  - 第2回（2011年4月8日）　娘に好かれる父親になるには？
  - 第4回（2011年4月22日）　女性から見たかっこいい大人像とは？
  - 第6回（2011年5月6日）　女性が好きなのは優しいor冷たい？
  - 第10回（2011年6月3日）　女性から相談をされた時の正しい対応
  - 第12回（2011年6月17日）　20歳の女の子の結婚観
  - 第14回（2011年7月1日）　風邪の予防策を教えて
  - 第16回（2011年7月15日）　女性の水着を選ぶ基準は何ですか？
  - 第18回（2011年7月29日）　男性の家に行った際に気になるポイントは？
  - 第22回（2011年8月26日）　流れ星に願う事は？（リスナーより）
  - 第24回（2011年9月9日）　イラっとした時の対処法は？
  - 第26回（2011年9月23日）　モテキってありました？
  - 第28回（2011年10月7日）　どんな中学生でしたか？
  - 第30回（2011年10月21日）　旅に行ってますか？
  - 第32回（2011年11月4日）　おすすめの映画を教えてください
  - 第35回（2011年11月25日）　部屋ってどんな感じですか？
  - 第37回（2012年12月9日）　子供の頃はどんなおもちゃで遊んでいましたか？
  - 第39回（2011年12月23日）　サンタさんに何を要求しますか？（リスナーより）

- 朗読黙示録カイジ
漫画の名シーンを臨場感たっぷりに読み上げるコーナー。椎名の漫画朗読コーナーとは異なり、様々な作品を取り上げていた。
  - 第2回（2011年4月8日） - 第4回（2011年4月22日）　賭博黙示録カイジ
  - 第6回（2011年5月6日）-　めぞん一刻
  - 第14回（2011年7月1日）-　NANA
  - 第24回（2011年9月9日）　疾風伝説 特攻の拓
  - 第26回（2011年9月23日）-　きみはペット
  - 第37回（2012年12月9日）　テルマエロマエ
  - 第39回（2011年12月23日）　ジョジョの奇妙な冒険